# Vescica neurogena
La vescica neurologica è un disturbo da alterazione dei fisiologici meccanismi di riempimento-svuotamento della vescica, per una patologia neurologica che altera in parte o in toto i meccanismi neuronali di controllo vescico-sfinteriali.

## Anatomia
La vescica è un organo muscolare cavo situato nel bacino deputato all'accumulo e svuotamento dell'urina prodotta dai reni. Si individuano in essa un corpo composto dalla muscolatura liscia del muscolo detrusore, di una parte distale o collo vescicale e di uno sfintere distale esterno, costituito da muscolo striato, che in realtà è situato già nella parte prossimale dell'uretra.
Ureteri, vescica e uretra costituiscono l'apparato urinario.

## Fisiopatologia
- vescica neurogenica disinibita

Per perdita dell'inibizione centrale da lesioni delle fibre efferenti frontali.
Il Centro Pontino della Minzione (CPM) liberato dal sovracontrollo dei centri superiori, attiva i nuclei sacrali parasimpatici che a loro volta attivano il detrusore della vescica. La sinergia tra il detrusore della vescica e l'apparato sfinterico è mantenuta ma il controllo volontario della minzione è ridotto. I quadri clinici da iperattività detrusionale neurogerna si manifestano con urgenza mizionale e incontinenza da urgenza.

La sensibilità vescicale è conservata, le contrazioni vescicali sono avvertite ma non inibite dal controllo dei centri corticali superiori; si ha incapacità di bloccare la minzione.
- vescica neurogenica riflessa

Per lesioni spinali tra mesencefalo e centri sacrali della minzione con interruzione delle fibre afferenti ed efferenti al centro corticale.

La sensibilità vescicale è perduta, la minzione è riflessa e inconscia, le contrazioni vescicali non sono avvertite né inibite, con svuotamento vescicale a basso volume.
- vescica neurogenica autonoma

Per lesioni della corda sacrale o della cauda equina con interruzione delle fibre afferenti ed efferenti dell'arco diastaltico sacro-vescicale.

Si ha insensibilità vescicale, abolizione della minzione volontaria e anche riflessa, sovradistensione con svuotamento da sovrappieno (iscuria paradossa).
- vescica neurogenica atonica

Per lesioni delle radici posteriori del nervo sacrale con interruzione delle fibre afferenti dell'arco diastaltico sacro-vescicale.

Si ha insensibilità vescicale, abolizione della minzione riflessa, sovradistensione (ritenzione urinaria), svuotamento da sovrappieno.
Per aiutare a capire  i normali  meccanismi neurofisiologici dell'atto minzionale può essere utile la visione dell'animazione (SVG ) di cui il link:
http://www.drbensi.it/fisiologia-della-minzione/

## Causa[1]
La vescica neurogena, chiamata anche Sindrome di Hinman, è causata probabilmente da disturbi comportamentali e fisiologici acquisiti che si manifestano con una malattia neurologica, che simula la disfunziona vescicale; tale disfunzione si associa a dinamiche familiari anomale nel 50% dei casi.
I soggetti sotto pressione psicosociale contraggono volontariamente lo sfintere esterno; tali contrazioni causano l'ostruzione del tratto urinario con getto intermittente, aumento delle urine residue e della pressione intravescicale. La distruzione del tratto urinario che ne consegue simula la vera vescica neurogena.